# Френд (Небраска)
Френд (англ. Friend) — місто (англ. city) в США, в окрузі Салін штату Небраска. Населення — 954 особи (2020).

## Географія
Френд розташований за координатами 40°39′2″ пн. ш. 97°17′2″ зх. д. / 40.65056° пн. ш. 97.28389° зх. д. (40.650513, -97.283795).  За даними Бюро перепису населення США в 2010 році місто мало площу 2,14 км², уся площа — суходіл.

## Демографія
Згідно з переписом 2010 року, у місті мешкало 1027 осіб у 431 домогосподарстві у складі 292 родин. Густота населення становила 479 осіб/км².  Було 501 помешкання (234/км²).
Расовий склад населення:
| - 98,1 % — білих - 0,4 % — чорних або афроамериканців - 0,4 % — азіатів - 0,1 % — корінних американців |

До двох чи більше рас належало 0,6 %. Частка іспаномовних становила 2,4 % від усіх жителів.
За віковим діапазоном населення розподілялося таким чином: 22,3 % — особи молодші 18 років, 53,0 % — особи у віці 18—64 років, 24,7 % — особи у віці 65 років та старші. Медіана віку мешканця становила 47,9 року. На 100 осіб жіночої статі у місті припадало 89,5 чоловіків;  на 100 жінок у віці від 18 років та старших — 90,0 чоловіків також старших 18 років.
Середній дохід на одне домашнє господарство  становив 79 903 долари США (медіана — 61 442), а середній дохід на одну сім'ю — 93 253 долари (медіана — 70 114). Медіана доходів становила 50 625 доларів для чоловіків та 27 024 долари для жінок. За межею бідності перебувало 4,4 % осіб, у тому числі 1,5 % дітей у віці до 18 років та 8,5 % осіб у віці 65 років та старших.
Цивільне працевлаштоване населення становило 530 осіб. Основні галузі зайнятості: освіта, охорона здоров'я та соціальна допомога — 29,2 %, сільське господарство, лісництво, риболовля — 20,8 %, виробництво — 9,6 %, роздрібна торгівля — 8,1 %.